# فاکتور گرماشوک
فاکتور گرماشوک یا فاکتور شوک حرارتی (انگلیسی: Heat shock factor) به فاکتورهای رونویسی گفته می‌شود که کارشان تنظیم بیان ژنی و تولید پروتئین‌های گرماشوک است.
یک مثالِ از این ملکول‌ها، فاکتور گرماشوک در مگس سرکه است.
در یوکاریوت‌ها، یک نمونهٔ مهم از این پروتئین‌ها، «فاکتور ۱ گرماشوک» (HSF-1) است که نه تنها از سلول در برابر نقش مخرب حرارت مراقبت می‌کند، بلکه در تکامل جانواران و همچنین حیات کلی سلول‌های سرطانی دخیل است.